# Canton d'Ardres
Le canton d'Ardres est une ancienne division administrative française située dans le département du Pas-de-Calais et la région Nord-Pas-de-Calais.

## Géographie

Le canton d'Ardres dans l'arrondissement de Saint-Omer

Ce canton est organisé autour d'Ardres dans l'arrondissement de Saint-Omer. Son altitude varie de 0 m (Éperlecques) à 196 m (Rebergues) pour une altitude moyenne de 42 m.

## Histoire
De 1801 à 1803, le canton d'Ardres s'appelait canton de Tournehem.
De 1833 à 1848, les cantons d'Ardres et d'Audruicq avaient le même conseiller général. Le nombre de conseillers généraux était limité à 30 par département.

## Représentation

### conseillers généraux de 1833 à 2015
| Période | Période      | Identité                                   | Étiquette    | Qualité                                                                                               |
| ------- | ------------ | ------------------------------------------ | ------------ | --- |
| 1833    | 1838 (décès) | Jean-Baptiste Eloi Francoville             | Conservateur | Juge de paix à Ardres Propriétaire à Rodelinghem Député (1831-1834)                                   |
| 1838    | 1848         | Florentin Dekeisère                        | Tiers-Parti  | Juge au tribunal de Saint-Omer Député (1842-1846), maire d'Audruicq                                   |
| 1848    | 1855         | Eugène Francoville                         |              | Propriétaire à Rodelinghem juge de paix du canton d'Ardres, conseiller d'arrondissement               |
| 1855    | 1871         | Jean Camille Caron de Fromentel            |              | Président du Tribunal civil de Saint-Omer                                                             |
| 1871    | 1880         | Charles Francoville                        | Républicain  | Procureur de la République à Valenciennes                                                             |
| 1880    | 1882 (décès) | Narcisse Brémart                           | Républicain  | Propriétaire Maire de Louches                                                                         |
| 1882    | 1885 (décès) | Edmond Brémart (fils du précédent)         | Républicain  | Maire de Louches                                                                                      |
| 1885    | 1919         | Paul Brémart (fils du précédent)           | Républicain  | Propriétaire terrien Maire de Louches (1885-1919)                                                     |
| 1919    | 1940         | Gabriel Donjon de Saint-Martin (1865-1948) | URD          | Capitaine de cavalerie de réserve Maire de Louches (1919-1944) Nommé conseiller départemental en 1943 |
|         |              |                                            |              | |
| 1945    | 1961         | Gaston Déclemy                             | DVD          | Cultivateur, sécheur de chicorée Maire de Louches (1955-1965)                                         |
| 1961    | 1992         | Albert Stoclin                             | DVD puis UDF | Cultivateur Maire de Louches (1965-2001)                                                              |
| 1992    | 2011         | Bernard Carpentier                         | UDF puis UMP | Préparateur en pharmacie Maire d'Ardres (1989-2008)                                                   |
| 2011    | 2015         | Ludovic Loquet                             | MRC          | Directeur territorial Maire d'Ardres depuis 2008 Elu en 2015 dans le Canton de Calais-2               |

### Conseillers d'arrondissement (de 1833 à 1940)
| Période | Période          | Identité                              | Étiquette   | Qualité |
| ------- | ---------------- | ------------------------------------- | ----------- | --- |
| 1833    | 1842             | M. Gœuneutte                          |             | Pharmacien, maire d'Ardres                                                                                  |
| 1842    | 1848             | Eugène Francoville                    |             | Propriétaire à Rodelinghem, juge de paix                                                                    |
|         |                  |                                       |             | |
|         | 1890 (décès)     | Isidore Joseph Rémy Colin (1833-1890) | Républicain | Maire d'Éperlecques                                                                                         |
| 1890    | 1902 (démission) | Louis-Joseph Colin                    | Républicain | Cultivateur, distillateur, maire d'Éperlecques                                                              |
| 1902    | 1906 (décès)     | Antoine Declémy (père)                | Républicain | Agriculteur, maire de Zouafques                                                                             |
| 1906    | 1907             | siège vacant                          |             | |
| 1907    | 1920 (décès)     | Florentin Declémy-Parenty (1859-1920) | Républicain | Cultivateur à Rusquehen, commune de Louches                                                                 |
| 1920    | 1922             | Antoine Declémy (fils)                | Républicain | Agriculteur, maire de Zouafques                                                                             |
| 1922    | 1940             | Joseph Évrard-Daullé (1860-1952)      | FR          | Rentier, cultivateur, maire de Muncq-Nieurlet                                                               |
| 1940    |                  |                                       |             | Les conseils d'arrondissement ont été suspendus par la loi du 12 octobre 1940 et n'ont jamais été réactivés |

## Composition
Le canton d'Ardres groupe 22 communes et compte 17 610 habitants (recensement de 1999 sans doubles comptes).
| Communes                  | Population (2012) | Code postal | Code Insee |
| ------------------------- | ----------------- | ----------- | ---------- |
| Ardres                    | 4 154             | 62610       | 62038      |
| Audrehem                  | 357               | 62890       | 62055      |
| Autingues                 | 255               | 62610       | 62059      |
| Balinghem                 | 829               | 62610       | 62078      |
| Bayenghem-lès-Éperlecques | 687               | 62910       | 62087      |
| Bonningues-lès-Ardres     | 509               | 62890       | 62155      |
| Brêmes                    | 1 315             | 62610       | 62174      |
| Clerques                  | 213               | 62890       | 62228      |
| Éperlecques               | 2 885             | 62910       | 62297      |
| Journy                    | 230               | 62850       | 62478      |
| Landrethun-lès-Ardres     | 599               | 62610       | 62488      |
| Louches                   | 733               | 62610       | 62531      |
| Mentque-Nortbécourt       | 449               | 62890       | 62567      |
| Muncq-Nieurlet            | 454               | 62890       | 62598      |
| Nielles-lès-Ardres        | 444               | 62610       | 62614      |
| Nordausques               | 633               | 62890       | 62618      |
| Nort-Leulinghem           | 177               | 62890       | 62622      |
| Rebergues                 | 156               | 62850       | 62692      |
| Recques-sur-Hem           | 504               | 62890       | 62699      |
| Rodelinghem               | 393               | 62610       | 62716      |
| Tournehem-sur-la-Hem      | 1 219             | 62890       | 62827      |
| Zouafques                 | 415               | 62890       | 62904      |

## Démographie
| 1962   | 1968   | 1975   | 1982   | 1990   | 1999   | 2009 |
| ------ | ------ | ------ | ------ | ------ | ------ | ---- |
| 12 536 | 13 188 | 13 277 | 14 515 | 16 519 | 17 610 | -    |